# Teoría de la disuasión

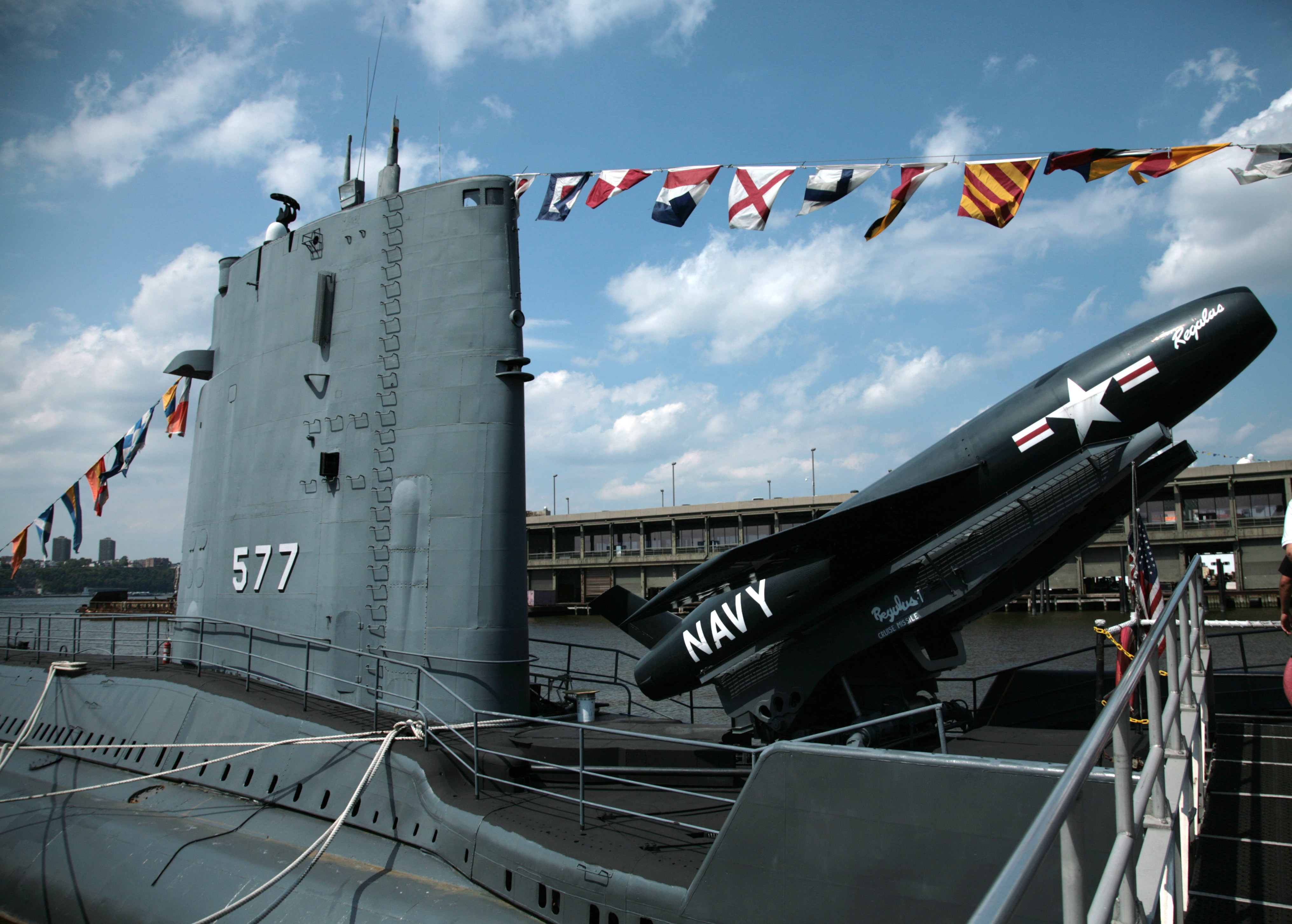
El USS Growler, uno de los submarinos diseñados para proveer capacidad de disuasión nuclear a los Estados Unidos. Disponía de misiles crucero con un alcance de 920 km. En la foto, con un misil Regulus I.

La teoría de la disuasión es un término relacionado con el uso de las armas nucleares que se desarrolló y ganó preeminencia como estrategia militar durante la Guerra fría. Cobró un estatus especial durante esta época, ya que una fuerza nuclear inferior, debido a su poder de destrucción extremo (siempre que sus fuerzas estuvieran protegidas contra un ataque sorpresa), podía disuadir a un adversario más poderoso. Existe una estrecha relación con el principio de "destrucción mutua asegurada" (MAD), concepto dentro de la doctrina nuclear que define que dos adversarios alcanzan un punto de paridad en el poder destructivo, esto significa, que cualquier ataque realizado por alguna de las dos partes, desembocaría en la destrucción total de ambas.
La disuasión es una estrategia que intenta hacer desistir a un adversario de iniciar una acción, o de llevar a cabo algo que el otro Estado no desea. El especialista en disuasión nuclear Bernard Brodie, señaló en 1959 que "las armas nucleares deben estar siempre listas, pero nunca se deben utilizar".
En un trabajo clásico de Thomas Schelling (1966) sobre disuasión, se discute el concepto de que ya no es posible definir a la estrategia militar como la ciencia de la victoria militar. En lugar de ello, se argumenta que la estrategia militar ahora consiste en gran medida en el arte de la coacción y la disuasión. Schelling afirma que la capacidad de infligir daño a otro Estado es ahora utilizada como un factor para motivar a otros Estados a evitarla e influir sobre el comportamiento de otro estado. Para coaccionar o disuadir a otro estado, la violencia debe ser anticipada y evitable mediante la negociación y acuerdo. Por lo tanto, se puede resumir el concepto en que el uso de poder para infligir daño como poder de negociación es el fundamento de la teoría de la disuasión, y más efectivo será cuando se lo mantiene en reserva.
El filósofo Robert L. Holmes criticó la "Teoría de la Disuasión" por motivos puramente éticos en su libro On War and Morality (1989). Sostiene que en la era moderna de las armas de destrucción masiva, cualquier sistema de pensamiento que busque prevenir una guerra nuclear y que se base únicamente en el uso propuesto de tales armas es inherentemente irracional. Como resultado, tal sistema es prima facie inmoral y una violación de principios deontológicos básicos. También señala que las consecuencias que se derivan del posible uso de tales armas son catastróficas tanto para la vida humana como para otras formas de vida en la Tierra y el medio ambiente en general. Tomadas por sí mismas, estas consecuencias también sugieren que la "Teoría de la Disuasión" es moralmente errónea en la era moderna de las armas de destrucción masiva.